# Більські
Більські, або Бєльські (біл. Бельскія; рос. Бельские) — литовсько-руський, а пізніше московський князівський рід, що походив від князя Івана Володимировича, внука великого князя литовського, Ольгерда, правителі Більського князівства на Смоленщині.
Іван Володимирович, засновник роду, був князем Більським (1420—1445) та князем Новгородським (1445—1446). Мав кількох синів, які успадкували Більське князівство.

## Представники роду
- Іван Володимирович Більський (1380—1466). Дружина — Василіса Андріївна Гольшанська
  - Явнута (Агнешка) Іванівна Більська (1438—1495 чи 1496) — дружина Івана Ходкевича (1420—1484), воєводи Київського. У 1482 р. потрапила у полон до кримського хана Менглі-Гірея разом з чоловіком і дітьми, але згодом була визволена.
  - Іван Іванович Більський (Старший) (1439—1477) — князь Більський, дружина — княгиня Анна Воротинська.
  - Іван Іванович Більський (Молодший) (?—1476)
  - Федір Іванович Більський (1440—1503) — князь Більський (1477—1482). Один з учасників змови князів 1481 р., після провалу якої емігрував до Московії. Перша дружина — Ганна Семенівна Кобринська; 2-га — Ганна Василівна Рязанська (1498), дочка Великого князя Рязанського Василія Івановича.
    - Дмитро Федорович Більський (1477—1551) — князь Більський (1522—1551), один з опікунів Івана Грозного. Дружина — Олена Іванівна Челядніна.
      - Іван Дмитрович Більський (1505 — 23 травня 1571) — московський боярин, воєвода; отримав володіння на Владимирщині. Дружина — Олена Василівна Шуйська.
      - Євдокія Дмитрівна Більська — дружина московського боярина Михайла Яковича Морозова

    - Іван Федорович Більський (?—1541) — на московській службі з 1521. Вбитий Шуйськими.
    - Семен Федорович Бєльський (?—1542) — перебував на московській службі, 1534 року втік у Велике князівство Литовське де отримав низку маєтностей.
    - Григорій Федорович Більський (?—1585) — московський боярин.
      - Дмитрій Григорійович «Аксак» Більський (? — після 1592).

  - Семен Іванович Більський (1444 — до 1522) — князь Більський (1484 — до 1522). Дружина — княгиня Ірина Іванівна Патрикеєва.
  - Анна Іванівна Більська (?—після 1490) — дружина Болеслава ІІ (1428—1452), князя Цешинського, Глогувського, Битомського тощо.
  - Марія Іванівна Більська — дружина Івана Васильовича Острозького (? — 1465), мати великого гетьмана литовського, Костянтина Острозького.